# Estronciofarmacosiderita
L'estronciofarmacosiderita és un mineral de la classe dels arsenats. Rep el nom per tractar-se d'una farmacosiderita amb un elevat contingut d'estronci.

## Característiques
L'estronciofarmacosiderita és un arsenat de fórmula química Sr0,5Fe₄[(AsO₄)₃(OH)₄]·4H₂O. Va ser aprovada com a espècie vàlida per l'Associació Mineralògica Internacional l'any 2013. Cristal·litza en el sistema tetragonal.

## Formació i jaciments
Va ser descoberta a la pedrera La Plâtrière, a Granges, pertanyent a la ciutat suïssa de Sion, a Valais. També ha estat descrita a la mina Sterling, a Ogdensburg, dins el comtat de Sussex, a Nova Jersey (Estats Units).